# Setophaga pinus
Setophaga pinus е вид птица от семейство Parulidae. Видът е незастрашен от изчезване.

## Разпространение
Разпространен е в Бахамски острови, Белиз, Канада, Колумбия, Коста Рика, Куба, Доминиканска република, Гваделупа, Хаити, Хондурас, Мексико, Търкс и Кайкос, САЩ и Малки далечни острови на САЩ.